# Lepas (automobile)
Pour l’article homonyme, voir Lepa.
Lepas est une marque automobile chinoise lancée en avril 2025 par Chery Automobile, destinée exclusivement aux marchés internationaux, notamment l'Europe et l'Afrique du Sud. Positionnée comme une marque premium, Lepas vise les « élites urbaines » à la recherche de véhicules alliant design élégant, technologies avancées et mobilité durable,. La marque se distingue par son slogan « COLORFUL LIFE, MASTERFUL DRIVE » et son concept de design appelé « Leopard Aesthetics ».

## Histoire
Lepas est introduite par Chery Automobile dans le cadre de sa stratégie d’expansion mondiale, visant à renforcer sa présence sur les marchés internationaux avec une marque premium distincte de ses autres sous-marques comme Omoda et Jaecoo. Le 18 avril 2025, le premier modèle, le SUV Lepas L8, sort de la chaîne de production à Wuhu, en Chine, marquant le lancement officiel de la marque. Lepas ne sera pas commercialisée en Chine, mais ciblée pour des marchés comme l’Europe (dès début 2026) et l’Afrique du Sud (dans l’année suivant le lancement),.
La création de Lepas s’appuie sur les huit centres de recherche et développement mondiaux de Chery, avec un accent sur l’innovation technologique et un design axé sur l’élégance et la durabilité. La marque ambitionne d’établir 30 concessions en Afrique du Sud d’ici 2026.

## Modèles
Lepas prévoit une gamme variée de véhicules, principalement des SUV et des voitures électriques, pour répondre aux besoins des familles et des amateurs de luxe. Les modèles annoncés incluent :
- Lepas L8 : Un SUV intermédiaire, premier modèle de la marque, basé probablement sur la plateforme T1X de Chery (partagée avec le Chery Tiggo 8).